# 3C 33.1
3C 33.1 ist eine elliptische Radiogalaxie der Untergruppe Broad-Line Radio Galaxies (Radiogalaxien mit breiten Emissionslinien im optischen Spektrum) mit einer Rotverschiebung von z=0,181. Die Galaxie besitzt eine Ausdehnung von etwa 450 kpc. Des Weiteren existiert ein Jet mit einer sichtbaren Größe von 26 kpc. Von uns aus gesehen haben wir einen Blickwinkel zum Jet von etwa 24°.